# Serveur réseau Apple
 (octobre 2022).
La mise en forme du texte ne suit pas les recommandations de Wikipédia : il faut le « wikifier ».
Les points d'amélioration suivants sont les cas les plus fréquents. Le détail des points à revoir est peut-être précisé sur la page de discussion.
- Les titres sont pré-formatés par le logiciel. Ils ne sont ni en capitales, ni en gras.
- Le texte ne doit pas être écrit en capitales (les noms de famille non plus), ni en gras, ni en italique, ni en « petit »…
- Le gras n'est utilisé que pour surligner le titre de l'article dans l'introduction, une seule fois.
- L'italique est rarement utilisé : mots en langue étrangère, titres d'œuvres, noms de bateaux, etc.
- Les citations ne sont pas en italique mais en corps de texte normal. Elles sont entourées par des guillemets français : « et ».
- Les listes à puces sont à éviter, des paragraphes rédigés étant largement préférés. Les tableaux sont à réserver à la présentation de données structurées (résultats, etc.).
- Les appels de note de bas de page (petits chiffres en exposant, introduits par l'outil «  Source ») sont à placer entre la fin de phrase et le point final[comme ça].
- Les liens internes (vers d'autres articles de Wikipédia) sont à choisir avec parcimonie. Créez des liens vers des articles approfondissant le sujet. Les termes génériques sans rapport avec le sujet sont à éviter, ainsi que les répétitions de liens vers un même terme.
- Les liens externes sont à placer uniquement dans une section « Liens externes », à la fin de l'article. Ces liens sont à choisir avec parcimonie suivant les règles définies. Si un lien sert de source à l'article, son insertion dans le texte est à faire par les notes de bas de page.
- La présentation des références doit suivre les conventions bibliographiques. Il est recommandé d'utiliser les modèles {{Ouvrage}}, {{Chapitre}}, {{Article}}, {{Lien web}} et/ou {{Bibliographie}}. Le mode d'édition visuel peut mettre en forme automatiquement les références.
- Insérer une infobox (cadre d'informations à droite) n'est pas obligatoire pour parachever la mise en page.

Pour une aide détaillée, merci de consulter Aide:Wikification.
Si vous pensez que ces points ont été résolus, vous pouvez retirer ce bandeau et améliorer la mise en forme d'un autre article.
 (octobre 2022).
Apple Network Server (ANS) était une gamme d'ordinateurs serveurs basés sur PowerPC conçus, fabriqués et vendus par Apple Computer, Inc. de février 1996 à avril 1997. Il portait le nom de code "Shiner" et se composait à l'origine de deux modèles, le Network Server 500/132 ("Shiner LE", c'est-à-dire "bas de gamme") et le Network Server 700/150 ("Shiner HE", c'est-à-dire "haut de gamme"), qui a reçu un modèle d'accompagnement, le Network Server 700/200 (également "Shiner HE") avec un processeur plus rapide en novembre 1996.
Les machines ne faisaient pas partie de la gamme d'ordinateurs Apple Macintosh ; elles ont été conçues pour exécuter le système d'exploitation AIX d' IBM et leur ROM empêchait spécifiquement le démarrage du Mac OS classique. Cela en fait les derniers ordinateurs de bureau non-Macintosh fabriqués par Apple à ce jour. Les 500/132, 700/150 et 97 se sont vendus sur le marché américain pour 11 000 $, 15 000 $ et 19 000 $, respectivement.
Les Network Servers d'Apple ne doivent pas être confondus avec les Apple Workgroup Servers et les Macintosh Servers, qui étaient des stations de travail Macintosh livrées avec un logiciel serveur et utilisant Mac OS ; la seule exception, le Workgroup Server 95 - un Quadra 950 avec un contrôleur SCSI supplémentaire livré avec A / UX - était également capable d'exécuter Mac OS. Apple n'avait plus de matériel de serveur comparable dans sa gamme de produits jusqu'à l'introduction du Xserve en 2002.
La courte durée de vie du produit est attribuée à d'importants problèmes financiers chez Apple au début de 1997. Le PDG Gil Amelio a annulé à la fois Network Server et OpenDoc lors de la même réunion car il a été déterminé qu'ils n'étaient pas prioritaires.